# Šeštokai
Šeštokai (ryska: Шештокай) är en ort i Litauen. Den ligger i den södra delen av landet, 120 km väster om huvudstaden Vilnius. Šeštokai ligger 115 meter över havet och antalet invånare är 755.
Terrängen runt Šeštokai är platt, och sluttar norrut. Runt Šeštokai är det ganska glesbefolkat, med 23 invånare per kvadratkilometer. Närmaste större samhälle är Kalvarija, 14,7 km väster om Šeštokai. Trakten runt Šeštokai består till största delen av jordbruksmark.